# Weleetka
Weleetka és un poble dels Estats Units a l'estat d'Oklahoma. Segons el cens del 2000 tenia 1.014 habitants.

## Demografia
Segons el cens del 2000, Weleetka tenia 1.014 habitants, 368 habitatges, i 235 famílies. La densitat de població era de 567,4 habitants per km².
Dels 368 habitatges en un 26,9% hi vivien nens de menys de 18 anys, en un 41% hi vivien parelles casades, en un 18,2% dones solteres, i en un 36,1% no eren unitats familiars. En el 34,2% dels habitatges hi vivien persones soles el 19% de les quals corresponia a persones de 65 anys o més que vivien soles. El nombre mitjà de persones vivint en cada habitatge era de 2,51 i el nombre mitjà de persones que vivien en cada família era de 3,2.
Per edats la població es repartia de la següent manera: un 25,9% tenia menys de 18 anys, un 8,3% entre 18 i 24, un 22,3% entre 25 i 44, un 23,4% de 45 a 60 i un 20,1% 65 anys o més.
L'edat mediana era de 40 anys. Per cada 100 dones de 18 o més anys hi havia 91,6 homes.
La renda mediana per habitatge era de 19.141 $ i la renda mediana per família de 26.917 $. Els homes tenien una renda mediana de 23.542 $ mentre que les dones 15.227 $. La renda per capita de la població era de 12.103 $. Entorn del 22,3% de les famílies i el 27,9% de la població estaven per davall del llindar de pobresa.

## Poblacions més properes
El següent diagrama mostra les poblacions més properes.